# Star Wars: Force Commander
Star Wars: Force Commander là một game chiến lược thời gian thực được phát hành cho nền tảng Microsoft Windows vào ngày 17 tháng 3 năm 2000. Nó được đồng phát triển bởi Ronin Entertainment và LucasArts, và được phát hành bởi LucasArts. Cốt truyện của nó đan xen giữa Star Wars: A New Hope và Return of the Jedi, diễn ra những trận chiến then chốt. Peter McConnell đã tạo ra các bản nhạc phối lại của bản nhạc gốc của John Williams với những ảnh hưởng từ nhạc hard rock và techno.
Sự đón nhận của giới phê bình là trái chiều, với trang web tổng hợp kết quả đánh giá GameRankings đưa tin xếp hạng sự hài lòng lên tới 58,42%. Giới phê bình coi cơ chế điều khiển kém là một vấn đề chính. Những người đánh giá đã chia rẽ về chất lượng hình ảnh của trò chơi, với một số người cho là lỗi thời và những người khác cho rằng chúng trông sinh động. Lối chơi của game thường được coi là đơn giản hơn các trò chơi chiến lược thời gian thực khác.

## Lối chơi

Force Commander là tựa game chiến lược Star Wars đầu tiên được kết xuất hoàn toàn dưới dạng 3D. Các trò chơi trước đây sử dụng sprite và hình nền kết cấu.

Star Wars: Force Commander thuộc thể loại chiến lược thời gian thực. Người chơi chỉ huy các lực lượng như thể họ là người chỉ huy hơn là một đơn vị bộ binh. Trò chơi sử dụng chế độ xem mắt chim xung quanh bản đồ 3D. Các màn chơi phần lớn tập trung vào cốt truyện, với các màn chơi ban đầu vào vai Đế chế (Imperial) chống lại quân Nổi dậy (Rebellion), trong khi khi cốt truyện tiến triển và nhân vật bỏ sang quân Nổi dậy, người chơi sau đó chiến đấu chống lại quân Nổi dậy. Các màn chơi dựa trên kiểu tấn công trên đất liền, vì game thiếu phần chiến đấu trong không gian. Ngoài phần chơi chính Chiến dịch, các màn chơi có thể được chơi lại trong tùy chọn Kịch bản và người chơi có thể thiết lập các trận chiến của riêng mình trong chế độ Giao tranh, nơi tối đa bốn phe có thể tranh đấu lẫn nhau, mặc dù họ chỉ có lựa chọn phe Đế chế hoặc quân Nổi dậy.
Game có nhiều tùy chọn nhiều người chơi được nối mạng. Tối đa sáu người chơi có thể tham gia cùng nhau và kết nối Mạng cục bộ (LAN) và TCP/IP ược hỗ trợ. Trò chơi được hỗ trợ bởi Microsoft Gaming Zone nay không còn tồn tại nữa. Lối chơi LAN được giới hạn cho hai người chơi. Chế độ nhiều người chơi có chế độ hành động tức thì nhưng không có chế độ chiến dịch. Người chơi có thể chọn bất kỳ tổ hợp đội nào hoặc làm việc cùng nhau để thách đấu AI.

## Cốt truyện
Trò chơi đan xen câu chuyện gốc giữa các sự kiện của Star Wars: A New Hope và Return of the Jedi, đôi khi xen kẽ với các sự kiện Star Wars đã biết. Game được thể hiện dưới góc nhìn của một sĩ quan trẻ trong Hải quân Đế chế, Brenn Tantor, người bắt đầu với tư cách là một tay lính trong đội quân stormtrooper, nhưng sớm được trao quyền chỉ huy của riêng mình. Nhiệm vụ đầu tiên (từ các nhiệm vụ huấn luyện) là tìm kiếm một tàu thoát hiểm đã hạ cánh trên Tatooine, và sau đó theo dõi các droid ở bên trong. Đây là sự liên tưởng đến những cảnh mở đầu của Episode IV khi C-3PO và R2-D2 thoát khỏi Đế chế thông qua một tàu thoát hiểm bị rơi trên hành tinh Tatooine.
Nhân vật chính trung thành với Đế chế trong nửa đầu của trò chơi, cho đến khi anh trai của anh, Dellis Tantor phát hiện ra rằng Đế chế đã giết cha của họ. Dellis bị Đế chế bắt giam vì tiết lộ thông tin này, mặc dù Brenn ban đầu tưởng rằng Dellis đã bị giết. Brenn bèn đầu quân cho Liên minh Nổi dậy và tiếp tục chống lại các chỉ huy cũ của mình. Ngoài các màn huấn luyện Tatooine, người chơi tham gia Trận Hoth theo góc nhìn phe Đế chế và Trận Endor với tư cách là quân Nổi dậy. Trò chơi kết thúc bằng cuộc tiến công đánh chiếm Cung điện Hoàng gia trên Coruscant, và cuối cùng là giải thoát Dellis.

## Phát triển
Ban đầu được hình thành là một game chiến lược 2D, LucasArts đã hủy bỏ thiết kế tổng thể sau lần đầu tiên ra mắt công chúng tại E3 1998. LucasArts thay vào đó đã sử dụng phiên bản tối ưu hóa của 3D engine do Ronin Entertainment cung cấp, trì hoãn trò chơi từ khung thời gian phát hành ban đầu vào cuối năm 1998 hoặc đầu năm 1999 sang bản phát hành đầu năm 2000. Công ty cho biết họ đã dành thời gian để đảm bảo sự đổi mới trong thể loại cạnh tranh này không có thời hạn chính xác. Trò chơi do LucasArts và Ronin Entertainment, hợp tác phát triển, sử dụng các lập trình viên và engine của Ronin hợp tác với ban lãnh đạo dự án, nhà thiết kế và họa sĩ của LucasArts. Bản vá cuối cùng cho game là phiên bản 1.1 được phát hành vào tháng 3 năm 2000. Nhạc nền bao gồm các bản phối lại hard rock và techno của các bản nhạc Star Wars gốc của John Williams, do Peter McConnell thực hiện. Hơn 3.500 lời thoại đã được ghi lại cho game.

## Đón nhận
Star Wars: Force Commander được sự đón nhận trái chiều. Greg Kasavin của GameSpot chấm cho game 6/10 điểm. Ông trích dẫn đồ họa cũ, điều khiển không hiệu quả và lối chơi thiếu sót là lý do khiến trò chơi "không đạt được mục đích đầy tham vọng của nó". Kasavin thừa nhận trò chơi "có một số ý tưởng hay. Chiến dịch của nó có cốt truyện liên quan và các mục tiêu nhiệm vụ thú vị", đồng thời khen ngợi các bảng tóm tắt nhiệm vụ 3D. Mark Hill của PC Zone nói rằng mặc dù chơi theo quan điểm của Đế chế Thiên hà là một "bước ngoặt hay, nhưng chỉ đơn thuần đưa phong cách chơi này vào vũ trụ Star Wars là không đủ sáng tạo." Nick Woods của AllGame nói rằng các mô hình 3D của trò chơi là "giống như một khối và không chi tiết" và nói thêm rằng có "nhiều tựa game RTS khác trên thị trường tốt hơn trò chơi này". Tal Blevins của IGN chấm cho game 4.7/10 điểm. Trong một tính năng về lịch sử dòng game Star Wars, Rus McLaughlin của IGN đã gọi Force Commander là "một thất bại về hình khối, lỗi, mất chất". Một bài báo tương tự trên Tạp chí GMR từ tháng 3 năm 2004 đã liệt kê Force Commander là tựa game Star Wars tệ nhất. Trong cuốn sách Rogue Leaders: The Story of LucasArts, tác giả Rob Smith cho biết "hình ảnh cũ kỹ và điều khiển vụng về đã tắt các game thủ chiến lược". Hollywood.com xếp nó ở vị trí thứ năm trong danh sách game Star Wars tệ nhất. Đội ngũ nhân viên nói rằng Force Commander có "camera khó sử dụng và phần chiến đấu tầm thường". Alec Meer của Rock, Paper, Shotgun cũng chỉ trích kịch liệt trò chơi. "Tôi đã không vượt qua được vài màn chơi đầu tiên. Thật là khốn khổ."
Chris Kramer đã đánh giá phiên bản PC của trò chơi cho Next Generation, đánh giá nó hai sao trong số năm sao và nói rằng "Một phiên bản khác trong chuỗi dài Star Wars đã bỏ lỡ, Force Commander không tệ như Rebellion, nhưng thậm chí còn không hay bằng như Myth II hoặc Warzone 2100."
Trong bài báo của PC Gamer' về lịch sử của các tựa game Star Wars trên PC, tác giả Chris Thursten đã gọi Force Commander là "đầy tham vọng nhưng gập ghềnh quanh các góc". Craig Majaski của Gaming Age ca ngợi đường cong học tập dễ dàng, hình ảnh và âm nhạc của trò chơi. Ông khen ngợi sự thể hiện 3D và nói rằng các mô hình là "tuyệt vời", nhưng lưu ý rằng camera thường rất khó điều khiển. Michael Lafferty của GameZone nói rằng, mặc dù thú vị nhưng Force Commander không cung cấp nhiều chiều sâu như các trò chơi chiến lược thời gian thực khác, đặc biệt là đề cập đến dòng game Command & Conquer. Electric Playground cho điểm 7/10. Một nhà phê bình CNet nói rằng trò chơi yêu cầu những người mới làm quen với thể loại này phải thường xuyên tham khảo tài liệu, nhưng lưu ý rằng "người hâm mộ Star Wars và những game thủ cấp trung gian thích góc nhìn thứ ba" sẽ thích trò chơi. Soren Johnson, sau thành một lập trình viên làm việc tại Maxis, đã đánh giá camera của trò chơi "khó có tiếng". Robert Hähnel  của IGN Đức đã xếp Force Commander trong số các lựa chọn của mình cho các game Star Wars mà anh nói xứng đáng có phần tiếp theo.